# AT&T T-14
O AT&T T-14 (anteriormente chamado de DirecTV-14) é um satélite de comunicação geoestacionário construído pela Space Systems/Loral (SS/L), ele está colocado na posição orbital de 99 graus de longitude oeste e foi operado inicialmente pela DirecTV e posteriormente pela AT&T. O satélite foi baseado na plataforma LS-1300 e sua expectativa de vida útil é de 15 anos.

## Lançamento
O satélite foi lançado com sucesso ao espaço no dia 6 de dezembro de 2014, ás 20:40 UTC, por meio de um veículo Ariane 5 ECA, a partir do Centro Espacial de Kourou, na Guiana Francesa, juntamente com o satélite GSAT-16. Ele tinha uma massa de lançamento de 6300 kg.

## Capacidade e cobertura
O AT&T T-14 está equipado com 24 transponders em banda Ka e DBS reversa para fornecer serviços de vídeo para as Américas do Norte e do Sul.